# 巴格施塔尔
巴格施塔尔（德語：Bargstall）是德国石勒苏益格－荷尔斯泰因州的一个市镇。总面积4.62平方公里，总人口147人，其中男性74人，女性73人（2011年12月31日），人口密度32人/平方公里。